# Shotgun Justice
Albums de Razor
Violent Restitution
(1988) Open Hostility
(1991)
Shotgun Justice est le sixième album studio du groupe de thrash metal canadien Razor sorti en 1990.
C'est le dernier album de Razor avec Adam Carlo à la basse et le premier avec Bob Reid au chant.

## Liste des titres[1]
| No  | Titre               | Paroles                | Musique    | Durée |
| --- | ------------------- | ---------------------- | ---------- | ----- |
| 1.  | Miami               | Dave Carlo             | Dave Carlo | 3:15  |
| 2.  | United by Hatred    | Dave Carlo, Adam Carlo | Dave Carlo | 2:42  |
| 3.  | Violence Condoned   | Dave Carlo             | Dave Carlo | 2:22  |
| 4.  | Electric Torture    | Dave Carlo             | Dave Carlo | 2:49  |
| 5.  | Meaning of Pain     | Bob Reid               | Dave Carlo | 3:10  |
| 6.  | Stabbed in the Back | Dave Carlo             | Dave Carlo | 2:17  |
| 7.  | Shotgun Justice     | Dave Carlo             | Dave Carlo | 3:16  |
| 8.  | Parricide           | Dave Carlo             | Adam Carlo | 2:45  |
| 9.  | American Luck       | Dave Carlo             | Dave Carlo | 2:33  |
| 10. | Brass Knuckles      | Dave Carlo             | Dave Carlo | 3:15  |
| 11. | Burning Bridges     | Dave Carlo             | Dave Carlo | 2:20  |
| 12. | Concussion          | Dave Carlo             | Dave Carlo | 2:25  |
| 13. | Cranial Stomp       | Dave Carlo             | Dave Carlo | 2:31  |
| 14. | The Pugilist        | Dave Carlo             | Dave Carlo | 3:45  |

## Composition du groupe[2]
- Bob Reid - Chant.
- Dave Carlo - Guitare.
- Adam Carlo - Basse.
- Rob Mills - Batterie.

## Membres additionnels
- Brian Taylor - Production.
- Joe Primeau - Ingénieur du son.
- Greg Johnstone - Artwork.
- Alexander von Wieding - Artwork (réédition de 2009).
- Dana "Sky" Marostega - Mise en page.
- Steve Kubica - Photos.